# Parque Biológico de Albuquerque
El Parque Biológico de Albuquerque (o Albuquerque BioPark) es un museo vívo dedicado al medioambiente que se localiza en el 903 calle décima SO, Albuquerque (Nuevo México) en la barriada histórica de Barelas. Alberga cuatro exhibiciones separadas: 
- Acuario de Albuquerque - con un tanque de 285,000-galones de agua del océano traída desde el golfo de México que alberga especies de peces de agua salada de estuarios, aguas superficiales, aguas profundas, arrecife de coral, y de mar abierto.

- Jardín Botánico de Río Grande - ocupa unos 20 acres, en los que se incluye un conservatorio de 10,000-pies cuadrados de cristal que alberga plantas de las zonas climáticas de desierto y de la cuenca mediterránea.

- Zoológico de Río Grande - 64 acres (dos millas y media de senderos) con más de 250 especies de animales nativos y exóticos. Se pueden ver Elefantes, jirafas, camellos, leones, tigres, leopardos blancos, osos polares, gorilas, chimpancés, cebras, y focas, junto con animales más raros como hienas, rinocerontes blancos, y perros salvajes de las sabanas africanas. También hay una gran variedad de aves, desde cigüeñas y águilas hasta los correcaminos.

- Tingley Beach - lago donde se puede pescar, lago para modelismo de barcos, áreas de meriendas

En el BioPark funciona un servicio de transporte que conecta estos servicios.

## Galería

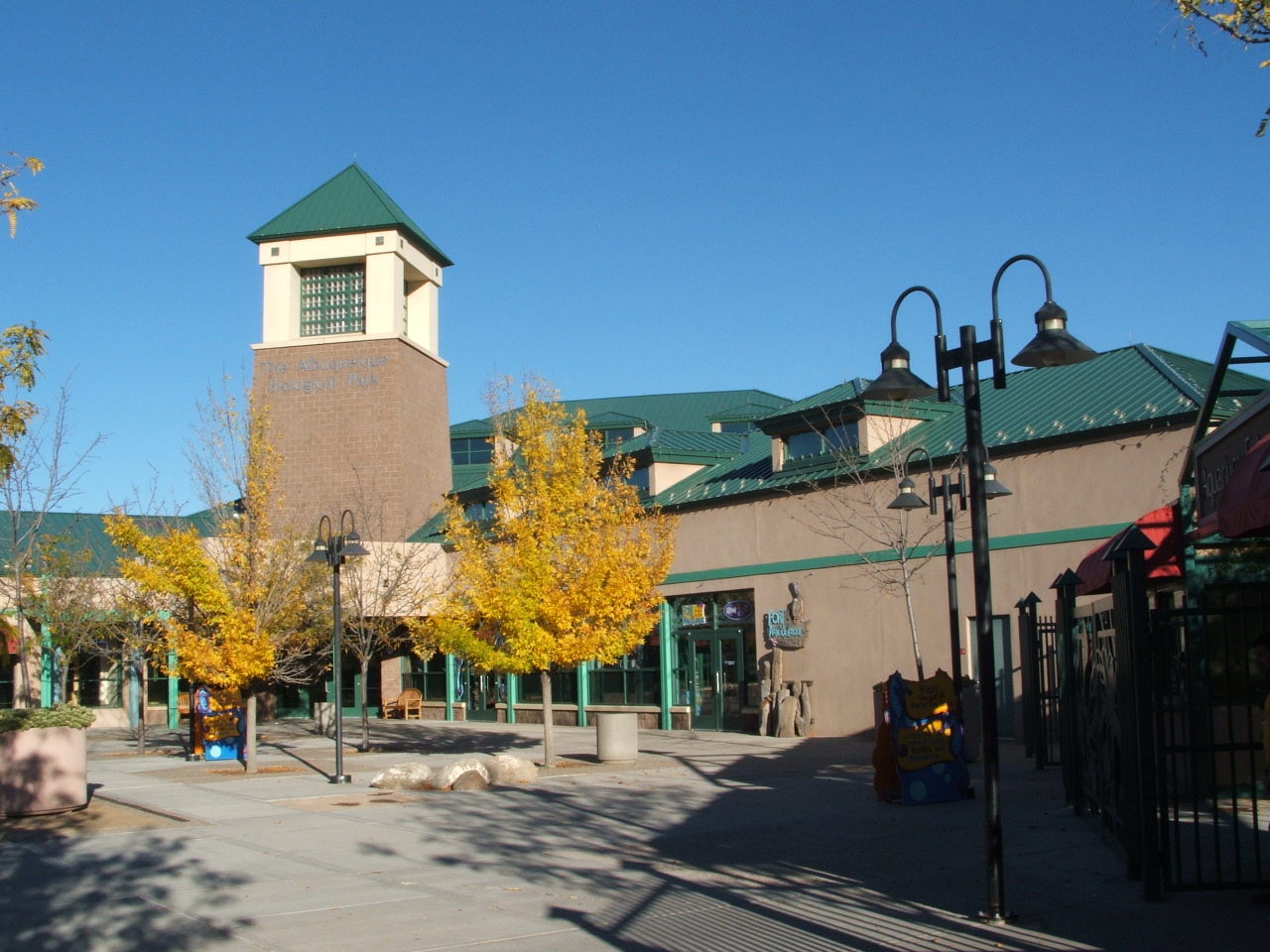
Albuquerque Aquarium
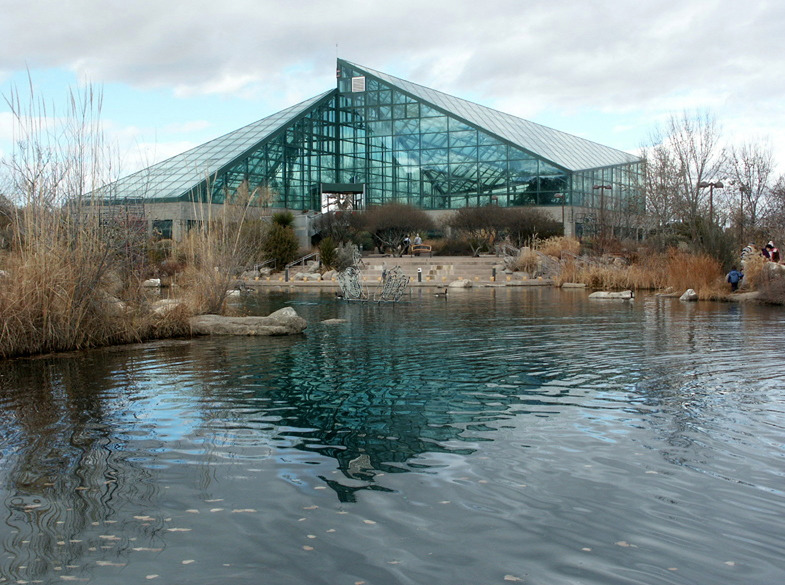
Rio Grande Botanic Gardens
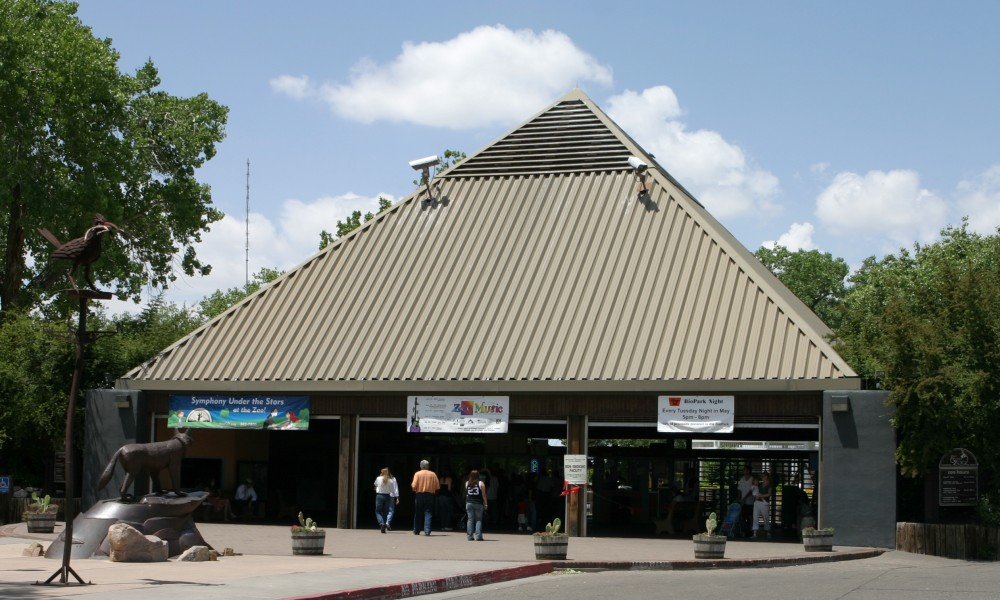
Rio Grande Zoo
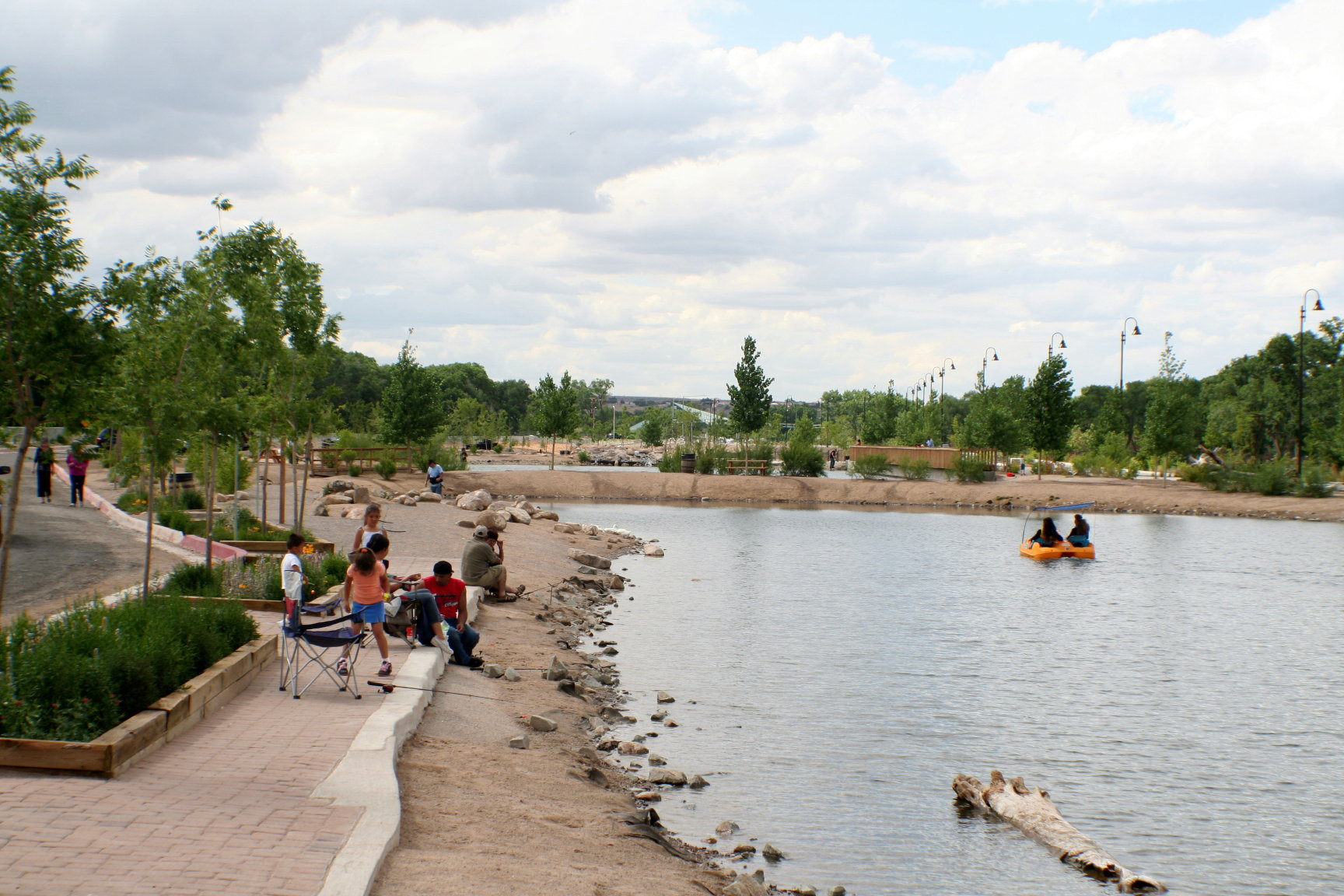
Tingley Beach